# Sodai Hasukawa
Sodai Hasukawa (født 27. juni 1998) er en japansk tidligere professionel fodboldspiller.
Han har spillet for flere forskellige klubber i sin karriere, herunder FC Tokyo.